# Josef Frühwirth (Politiker)
Josef Frühwirth (* 12. Oktober 1929 in Hochstraß, Gemeinde Lockenhaus; † 28. November 2007 in Tulln an der Donau) war ein österreichischer Politiker (ÖVP) und  Universitätsprofessor. Er war von 1973 bis 1975 Mitglied des Bundesrates und von 1975 bis 1979 Abgeordneter zum Nationalrat.

## Leben
Frühwirth besuchte zwischen 1936 und 1945 die Pflichtschule und danach von 1946 bis 1950 ein Bundesrealgymnasium. Nach der Matura studierte er an der Hochschule für Bodenkultur in Wien und schloss sein Studium mit den akademischen Graden Dipl.-Ing. und Dr. nat. techn. ab. Des Weiteren studierte er sechs Semester Rechtswissenschaften und habilitierte sich. Nach einer Tätigkeit als wissenschaftliche Hilfskraft wurde Frühwirth Hochschulassistent und später Dozent. 1972 wurde er außerordentlicher Universitätsprofessor und in der Folge Vorstand des Instituts für Wirtschaft, Recht und Politik an der Universität für Bodenkultur Wien. 
Politisch war Frühwirth bereits während seiner Studienzeit aktiv. Er war von 1951 bis 1954 Vorsitzender der Österreichischen Hochschülerschaft an der Hochschule für Bodenkultur und fungierte später von 1959 bis 1972 als Vorsitzender des Verbandes des wissenschaftlichen Personals der österreichischen Hochschulen. Zudem war er Vorsitzender der Bundessektion der Hochschullehrer in der Gewerkschaft Öffentlicher Dienst und Obmann des Zentralausschusses der Hochschullehrer Österreichs. Innerparteilich fungierte er zwischen 1969 und 1981 als Bezirksparteiobmann der ÖVP Wien-Landstraße. Er vertrat die ÖVP zwischen dem 23. November 1973 und dem 16. Oktober 1975 im Bundesrat und war vom 4. November 1975 bis zum 4. Juni 1979 Abgeordneter zum Nationalrat.
Seit 1950 war er Mitglied der katholischen Studentenverbindung KaV Austro-Peisonia Wien im ÖCV.

## Werke
- Die Besitzstruktur und Holzbilanz der burgenländischen Bauernwaldbetriebe. Dissertation an der Hochschule für Bodenkultur, Wien 1958.